# Lecrae
Lecrae Moore, známý též jen jako Lecrae, je americký křesťanský hip hopový umělec, interpret a hudební producent. Je president, spoluvlastník a spoluzakladatel nezávislého nahrávacího studia Reach Records, a spoluzakladatel a president neziskové organizace ReachLife Ministries. Do dnešního dne vydal 7 alb a dvě mixtapes jako samostatný umělec, a rovněž vydal 3 alba a remix album jako šéf rapové skupiny 116 Clique. Publikoval hodně svých raných materiálů společně s jinými ranými materiály Reach Records. Jeho filmografie zahrnuje vystoupení v dokumentu Uprise Presents: Word from the Street, roli jeho samotného v krátkém televizním filmu Billy Grahama The Cross, roli v televizním filmu A Cross to Bear, a roli v ještě nezveřejněné komedii Believe Me. Moore obdržel nominaci umělce roku na 43rd GMA Dove Awards, a pro nejlepšího gospelového umělce na 2013 BET Awards. Jeho práce byla oceněna dvěma nominacemi Grammy, načež jednu vyhrál, jednou nominací na Billboard Music Award, čtrnácti nominacemi Dove Award, přičemž 4 vyhrál, 4 nominacemi Stellar Award, jednou vyhrál, a nominací Soul Train Music Award. V sociální sféře, Moore obhajoval zachovávání odpovědnosti a otcovství, jako hodnotu mezi muži v USA. Obzvlášť, jeho hip-hopová skupina 116 Clique Vedla multimediální kampaň Man Up v roce 2011, a v roce 2013 Moore se spoluúčastnil s Dwyanem Wadem a Joshuou DuBoisem v multimediální iniciativě This Is Fatherhood (To je otcovství), iniciativě, která získala podporu prezidenta USA Baracka Obamy.
Moore debutoval s albem Real Talk v roce 2004, které vydalo nahrávací studio Reach Records, a o rok později ho znovu vydalo nahrávací studio Cross Movement Records. V roce 2006 následovalo druhé album After the Music Stops, a třetí sólové album Rebel, vydal v roce 2008, to se dostalo na 1. místo the Gospel chart a bylo to první hip-hopové album, které to dokázalo. Rehab, jeho čtvrté sólové album publikoval v roce 2010 a obsadilo první místo v Gospelové, Křesťanské, a Independent charts a obdržel nominaci na 53. Grammy Awards. Rehab: The Overdose, bylo publikováno 11. ledna 2011, a dostala se na 1. místo Křesťanských a Gospelových charts. V září 2011 Moore hrál postavu Krále v krátkém filmu Man Up. Moore začal získávat pozornost mainstreamu, když v roce 2011 účinkoval na BET hip hop Awards a objevil se v písničce Statika Selektaha "Live and Let Live".
18. února 2012 Moore měl svůj největší herecký debut jako postava Jeroma v televizním filmu stanice GMC TV, A Cross To Bear. 10. května 2012 Moore jeho první mixtape, Church Clothes, kterou uváděl DJ Don Cannon. To znamenalo jeho průnik do mainstreamového hip-hopu, jelikož mixtape byla během dvou dnů stáhnuta více než 100 000 krát. V květnu 2012, Moore začal nahrávat jeho šesté album, Gravity. Vydáno bylo 4. září 2012 a spolu s Church Clothes bylo označeno za nejvýznamnější alba v křesťansko hip-hopové historii. Album debutovalo na 3. příčce v žebříčku Billboard 200 a na 1 příčce v TopRap, Křesťanských, Gospelových a Independetn Albums Charts. Vyhrálo rovněž cenu Grammy za nejlepší Gospelové Album v roce 2013. Bylo to poprvé v historii, kdy tuto cenu obdržel hip-hopový umělec. 7. listopadu 2013, vydal svoji druhou mixtape, Church Clothes 2, a taky se objevil spolu s Lacey Sturm v krátkém filmu Billyho Grahama: The Cross, kde Moore a Lacey spolu sdílely své příběhy, jak se stali křesťany.

## Život a kariéra

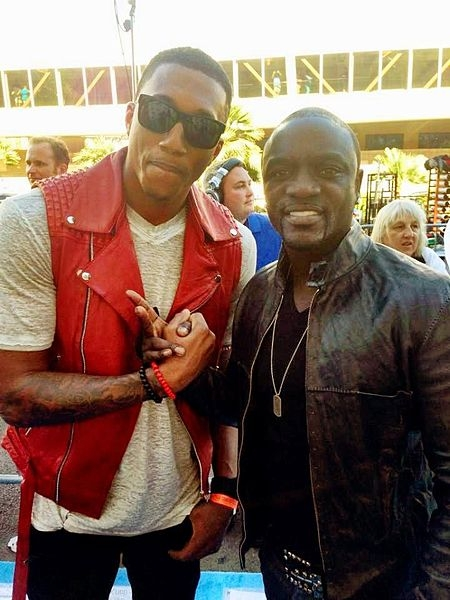
Lecrae (vlevo) a Akon (vpravo) na Billboard Music Awards 2013

### Počátky
Lecrae Moore se narodil a byl vychováván svou matkou v Jižním Houstonu v Texasu. V dětství se často stěhoval, žil v San Diegu, Denveru a v Dallasu. Jako malý chodil na bohoslužby s jeho babičkou, ale měl pocit, že to bylo pro „starší lidi“ a že to nebylo „pro něj“. Lecrae nikdy nepotkal svého biologického otce, který skončil jako závislý na drogách. Jak řekl ve své písničce "the good the bad the ugly", když mu bylo skoro 8 let, člověk na hlídání jej chtěl sexuálně zneužít. V dětství také mnohdy zažíval zneužívání a zanedbávání. Tyto zkušenosti se snažil odfiltrovat rapem, který mu díky jeho talentu dával pocit určité výjimečnosti. Moore si začal vytvářet vzory, ke kterým by vzhlížel, v raperech, které sledoval v televizi. Když mu jeho strýc ukázal pistoli, začínal obdivovat gangstery a vydal se na dráhu zločinu. Když mu bylo 16 let, začal brát drogy, rvát se a byl nakonec zatčen na střední škole za krádeže, nakonec skončil na listu delikventů. Moore vyzkoušel, jak sám říká, snad všechno co bylo po ruce, kromě heroinu a cracku.
Posléze se stal pouličním dealerem drog a nosíval sebou babiččinu bibli jako talisman pro štěstí. Což vlastně splnilo svůj účel, jelikož poté co byl zadržen za držení drog, si strážník všiml bible, kterou sebou nosil jako talisman a nechal Lecraeho jít, pod podmínkou, že bude podle bible žít. Což Moore nedodržel, nicméně přestal brát drogy, ovšem nahradil je alkoholem a začal vyhledávat různé „pařby“. Snahy Moorovy matky motivovat ho do čtení bible ovšem skončily u toho, že z ní začal vytrhávat stránky a házet je po zemi. A tak začal víc pít, víc kouřit a častěji střídat partnerky, až ho v 17 letech jeho osobní, finanční a vztahové problémy přesvědčily, že je ve slepé uličce. Touha dělat „přirozené věci“ a vliv jeho babičky v Moorovi vyvolaly touhu navštívit církev. Zde potkal svou spolužačku ze střední, která ho pozvala na Biblické lekce, kde mimochodem potkal svou budoucí ženu. Lecrae byl původně překvapený, že členové Biblických lekcí, byli „stejní lidi jako on“. Četli stejné knihy jako on, poslouchali stejnou hudbu jako on. Jen jejich povaha byla jiná. Oni milovali a to Lecraeho přitáhlo do církve. Nicméně Moore říká, že to bylo až po ukončení střední školy, když mu bylo 19 let, když se konečně rozhodl dát svůj život Bohu. Vyjádřil se, že to nebylo ze dne na den, a že mezi tím stihl udělat hodně špatných rozhodnutí.

## Diskografie

### Studiová alba
| 2004 | Real Talk                | —  | 29 | —  | —  | — | —  | —  |
| 2006 | After the Music Stops    | —  | 5  | 17 | —  | — | —  | —  |
| 2008 | Rebel                    | 60 | 1  | 2  | 10 | — | —  | —  |
| 2010 | Rehab                    | 17 | 1  | 1  | 1  | 7 | —  | 37 |
| 2011 | Rehab: The Overdose      | 15 | 1  | 1  | 5  | 4 | —  | —  |
| 2012 | Gravity                  | 3  | 1  | 1  | 1  | 1 | 24 | 16 |
| 2014 | Anomaly                  | 1  | 1  | 1  | 1  | 1 | 16 | 34 |
| 2017 | All Things Work Together | 11 | —  | 1  | —  | 6 | 69 | —  |